# Arthur Scargill
Arthur Scargill, né le 11 janvier 1938 à Barnsley (Yorkshire), est un syndicaliste et homme politique britannique.
Ancien dirigeant du syndicat des mineurs Union Nationale des Mineurs (NUM) de 1981 à 2000, il dirige le Socialist Labour Party (SLP), qu'il fonde en 1996. Il préside le NUM pendant la longue grève des mineurs britanniques de 1984-1985 face au gouvernement de Margaret Thatcher.

## Débuts
Il naît à Barnsley dans le Yorkshire, fils unique d'Harold, mineur et militant au Parti communiste de Grande-Bretagne et d'Alice Pickering, cuisinière. En 1953, il quitte l'école à 15 ans pour devenir mineur à Woolley Colliery. Dix ans plus tard, il devient délégué syndical. Scargill est membre de la Young Communist League (Ligue de la jeunesse communiste) de 1955 à 1962 et rejoint le Parti travailliste en 1962.

## Union nationale des mineurs
Scargill est investi dans le Yorkshire Left, un groupe de militants de gauche principalement actif dans le NUM dans la région du Yorkshire. Tout en étant mineur, il joue un rôle important dans la grève des mineurs britanniques de 1972 au piquet de grève de Saltley Gate à Birmingham. Peu après, il devient permanent syndical au NUM du Yorkshire. Au décès quelques mois plus tard du président du NUM du Yorkshire, Scargill est élu à son poste en 1973, fonction qu'il assume jusqu'en 1981. Durant son mandat, il devient populaire dans les sections les plus à gauche, qui voient en lui une personnalité honnête et dévouée pour leurs droits. Il joue un rôle dans les grèves qui font chuter le gouvernement d'Edward Heath en mars 1974.
En 1981, il est élu président du NUM avec 70 % des voix. Une de ses propositions était de donner plus de pouvoirs aux unions syndicales qu'aux exécutifs. Cela renforça le poids des petites régions de mine face aux grandes (L'Écosse et la Galles du Sud ont alors deux délégués et le Yorkshire trois). À l'époque, Scargill soutient le gouvernement communiste polonais et dénonce le syndicat démocratique Solidarność.
Scargill est un opposant radical au gouvernement de Margaret Thatcher et déterminé à utiliser le syndicat pour s'opposer à sa politique, comme il le fit contre Edward Heath. On le voit alors souvent à la télévision pendant la grève des mineurs britanniques de 1984-1985, qui se termine par la défaite des mineurs et entraîne la scission de l'Union of Democratic Mineworkers. Après la grève, il est élu président à vie du NUM à une écrasante majorité, bien que le scrutin soit critiqué par ses opposants.
Les médias décrivent la grève des mineurs comme « la grève de Scargill » et beaucoup de gens crurent qu'il cherchait un motif de grève depuis son élection à la tête du NUM. La grève est décidée par Scargill sans vote des membres. Après la nomination de Ian MacGregor à la tête du National Coal Board en 1983, Scargill déclare que « la politique de ce gouvernement est claire : détruire les mines de charbon et le NUM ». Durant  la grève, Scargill continue de déclarer que le gouvernement a une stratégie de long terme pour détruire l'industrie en fermant les mines déficitaires et qu'il avait une liste annuelle de puits à fermer, ce que le gouvernement dément. Il quitte la présidence du NUM en juillet 2002, pour une place de président honoraire, et est remplacé par Ian Lavery.
Depuis son départ de la direction du syndicat, Arthur Scargill a connu plusieurs litiges d'ordre financier avec l'organisation. En 2012, il est débouté d'une action en justice qu'il a intentée pour obtenir que le syndicat continue de payer le loyer de son appartement londonien. L'Union Nationale des Mineurs avait durant des années payé le loyer de son dirigeant. Chris Kitchen, successeur de Scargill, a accusé à cette occasion ce dernier d'avoir confondu le syndicat avec son compte en banque personnel.

## Socialist Labour Party
Scargill fonde le Parti travailliste socialiste (Socialist Labour Party) le 13 janvier 1996, son lancement officiel ayant lieu le 4 mai après que le Parti travailliste ait abrogé la formulation traditionnelle de la 4e clause de ses statuts. Son parti sécessionniste a peu de succès électoral. Il s'est depuis présenté deux fois aux élections générales. En 1997, il est opposé à Alan Howarth, un conservateur qui a rejoint le Labour dans la circonscription de Newport East. Aux élections générales de 2001, il se présente face à Peter Mandelson dans la circonscription de Hartlepool. Il est battu les deux fois, n'obtenant en 2001 que 2,4 % des voix. En mai 2009, Scargill est tête de liste du Socialist Labour Party aux élections européennes pour Londres, mais le parti ne remporte aucun siège.
Après son départ du Parti travailliste, Scargill se radicalise politiquement et fait publiquement l'éloge de la révolution russe d'octobre 1917.